# Bethnal Green

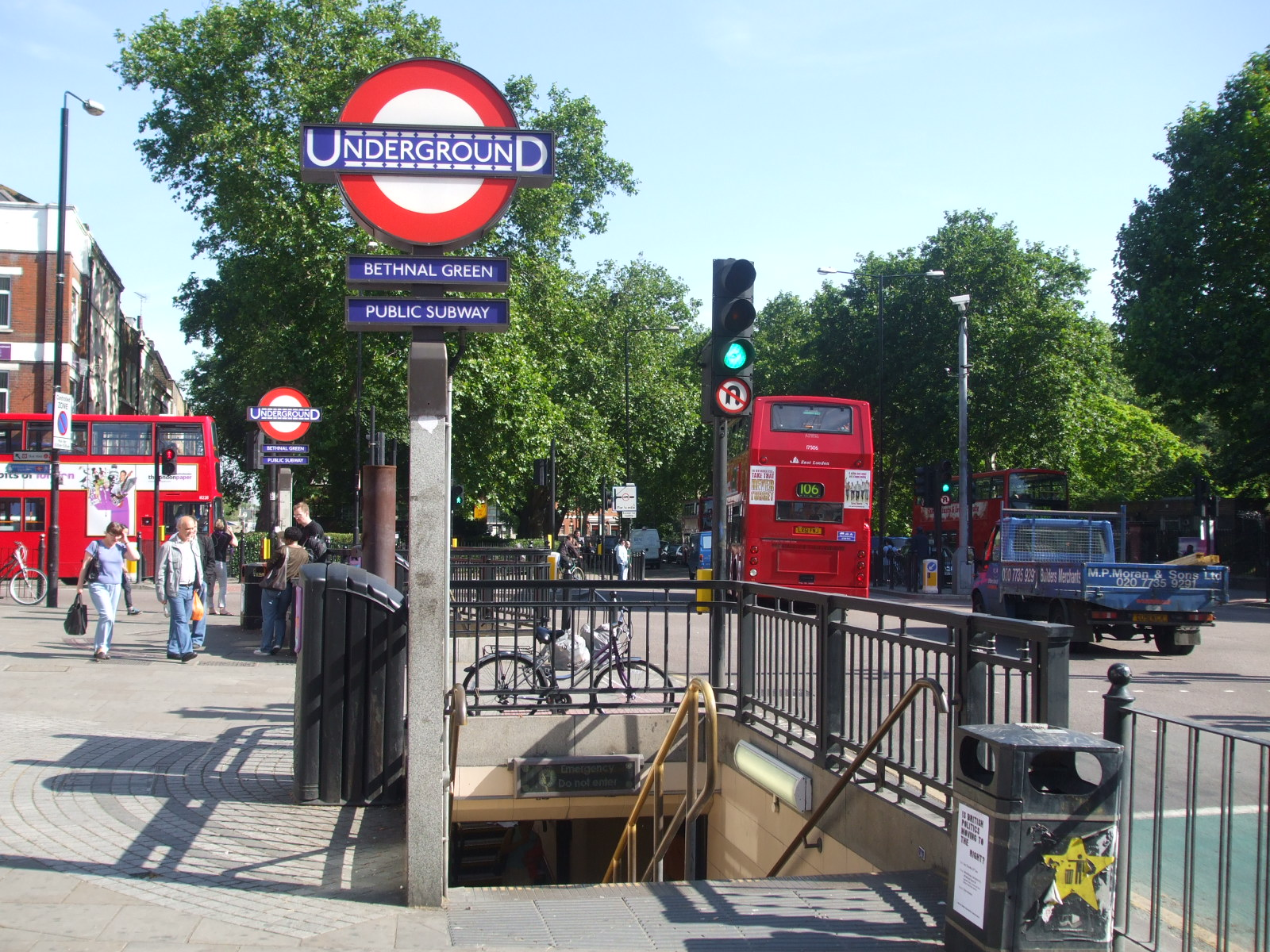
Stazione della metropolitana di Bethnal Green.

Bethnal Green è un quartiere di Londra, situato nel borgo londinese di Tower Hamlets, a circa 5,3 km a nord-est di Charing Cross. La zona orientale del quartiere è chiamata Globe Town.

## Etimologia
Il toponimo Blithehale o Blythenhale, il nome originale di Bethnal Green, deriva dall'anglosassone healh (angolo) e blithe (felice) oppure dal nome di persona Blitha. Col tempo, il nome si trasformò in Bethan Hall Green, che nella pronuncia locale (Beth'n 'all Green) divenne nel XIX secolo Bethnal Green.

## Storia
Lo stemma di Bethnal Green deriva da un racconto del periodo Tudor, Il mendicante cieco di Bethnal Green (The Blind Beggar of Bethnal Green), che narra la storia di un uomo apparentemente povero che dona una dote eccezionalmente generosa per il matrimonio della figlia.
Un ruolo storicamente importante per il quartiere lo ha giocato la boxe. Daniel Mendoza, campione d'Inghilterra dal 1792 al 1795, benché nato ad Aldgate, visse nell'ovest di Bethnal Green per 30 anni. Da allora molti boxeur si sono associati alla zona ed il centro sportivo locale, York Hall, è rinomato per le presentazioni dei combattimenti.
Dopo il 1800, Globe Town, nell'est di Bethnal Green, si sviluppò con la crescente popolazione di tessitori, attirati dalle migliori prospettive nella tessitura della seta. La popolazione di Bethnal Green triplicò tra 1801 e 1831, con 20.000 tessitori al lavoro anche nelle case private. Nel 1824, con la fine delle restrizioni all'importazione della seta francese, quasi la metà dei lavoratori cessarono l'attività, con il prezzo della seta che calò sensibilmente. Negli anni 1860 grazie ai magazzini di importazione già stabiliti nel quartiere e all'abbondanza di manodopera a basso prezzo, crebbe la manifattura di stivali, mobili e abbigliamento.